# Joseph Grégoire Casy
Joseph Grégoire Casy (Auribeau-sur-Siagne, 8 oktober 1787 - Parijs, 19 februari 1862) was een Frans vice-admiraal en politicus tijdens het Tweede Franse Keizerrijk.

## Biografie
Ten tijde van het Eerste Franse Keizerrijk van Napoleon I was Casy bij de Franse marine. Ook tijdens de Restauratie en de Julimonarchie bouwde hij zijn militaire carrière uit. Op 17 december 1845 werd hij vice-admiraal.
Van 11 mei tot 26 juni 1848, tijdens de Tweede Franse Republiek, was hij kortstondig minister van Marine. Op 26 januari 1852 werd hij door president Lodewijk Napoleon Bonaparte, de latere keizer Napoleon III, tot senator benoemd. Hij zou zetelen in de Senaat tot zijn overlijden in 1862.